# Twierdza Kołobrzeg
Twierdza Kołobrzeg (niem. Festung Kolberg) – nowożytne miasto-twierdza powstałe w XVII wieku poprzez rozbudowę i modernizację fortyfikacji Kołobrzegu. Twierdza została założona w 1653 roku. Uległa likwidacji jako twierdza lądowa w 1872 roku, zaś jako twierdza morska w 1887 roku. Ponownie została reaktywowana w czasie II wojny światowej w latach 1944–1945.
Powstanie twierdzy związane było z geostrategicznym oraz gospodarczym położeniem Kołobrzegu nad Morzem Bałtyckim. Już od wczesnego średniowiecza zdawano sobie sprawę z potrzeby zapewnienia obrony akwenu położonego pomiędzy Pomorzem Zachodnim i Bornholmem, kontroli tras żeglugowych z Bałtyku do Cieśnin Duńskich oraz znaczenia ekonomicznego ujścia Parsęty i znajdujących się tam salin (warzelnie soli i tężnie w Kołobrzegu istniały do 1860 roku).
O militarnej przeszłości Kołobrzegu przed zbudowaniem nowożytnej twierdzy świadczą pozostałości grodziska w Budzistowie (przedlokacyjny Kołobrzeg) oraz zachowane nieliczne resztki średniowiecznych murów miasta lokacyjnego założonego w 1255 roku.

## Historia

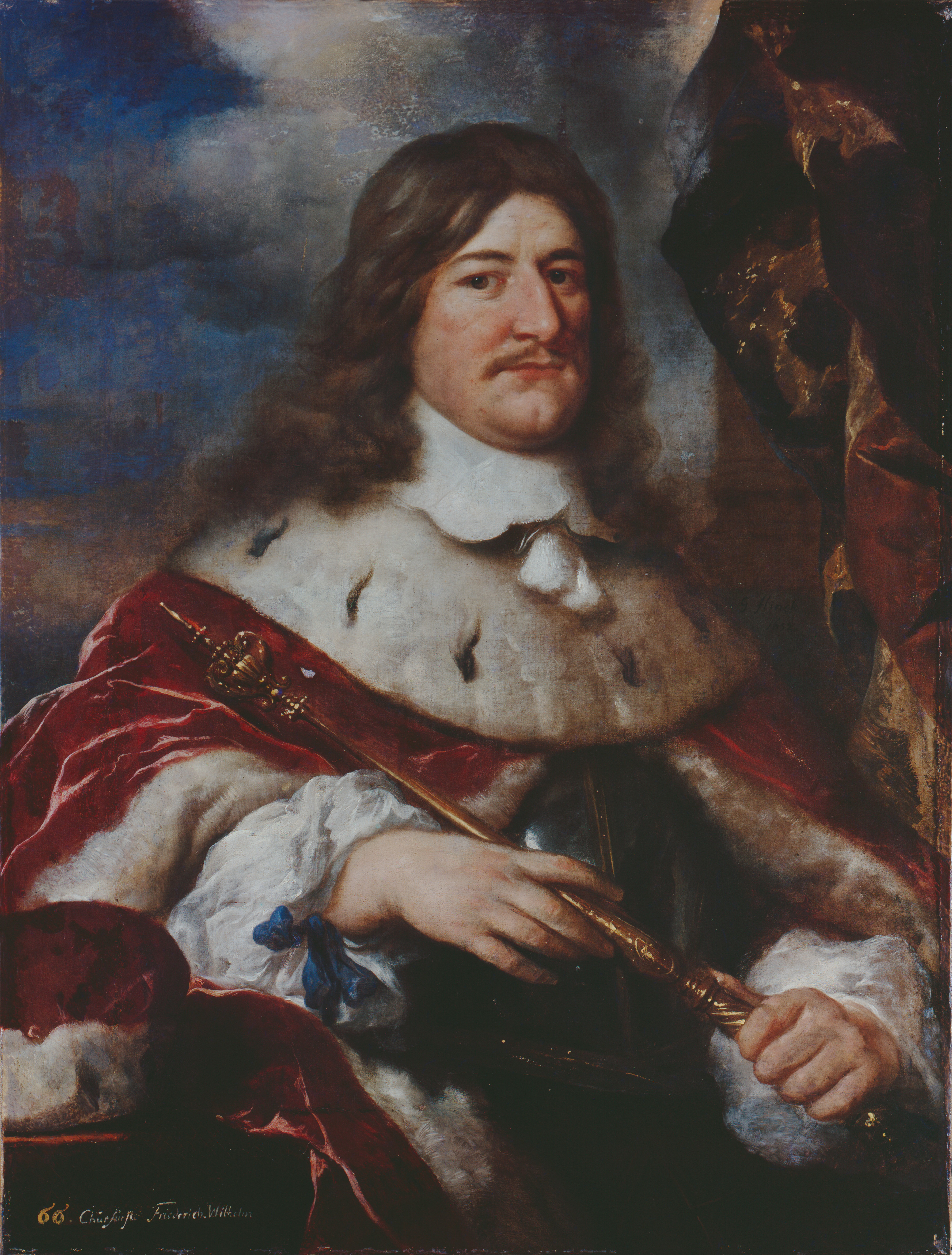
Fryderyk Wilhelm I, założyciel Twierdzy Kołobrzeg

### Budowa twierdzy
O budowie nowożytnej twierdzy w Kołobrzegu zadecydowały wydarzenia wojny trzydziestoletniej. W 1627 roku na mocy Kapitulacji Franzburgskiej Pomorze Zachodnie znalazło się pod okupacją wojsk cesarskich. Po wkroczeniu do miasta oddziałów armii Wallensteina jej inżynierowie zaczęli prace konstrukcyjne nad modernizacją zniszczonych średniowiecznych obwarowań. W 1630 roku Kołobrzeg został zdobyty przez wojska szwedzkie. Inżynierowie szwedzcy kontynuowali prace fortyfikacyjne wprowadzając do nich swoje unowocześnienia i budując na przedmurzu miasta wały ziemne i bastiony.
Gdy w 1653 roku Szwedzi opuścili Kołobrzeg i stał się on stolicą brandenburskiej prowincji pomorskiej, książę-elektor Fryderyk Wilhelm I Hohenzollern postanowił zachować wojskowy charakter miasta i odbudować je jako miasto-twierdzę, która miała bronić jedynego wówczas w Brandenburgii portu morskiego.
Od drugiej połowy XVII wieku do początku XVIII wieku wzniesiono wokół miasta szereg obiektów fortyfikacyjnych budowanych według sztuki holenderskiej. W czasie prac rozebrano pozostałości średniowiecznych murów miejskich oraz wzniesiono nowe bramy wjazdowe. Wykorzystując podmokłe tereny wokół Kołobrzegu oraz rzekę Parsętę stworzono unikatowy system stawideł pozwalający w przypadku zagrożenia na zalanie łąk i pól wokół miasta, czyniąc z niego niedostępną ze wszystkich stron wyspę. U ujścia rzeki zbudowano stocznię i port wojenny, w którym stacjonowała brandenburska flota przeniesiona pod koniec XVII wieku do pruskiej Piławy.
Po zorganizowaniu garnizonu wojskowego i utworzeniu komendantury powołano w mieście jedną z pierwszych w Europie szkół wojskowych – Akademię Rycerską, w której kształcili się przyszli oficerowie armii brandenbursko-pruskiej i którą po utworzeniu Królestwa Prus w 1701 roku przeniesiono do Berlina.

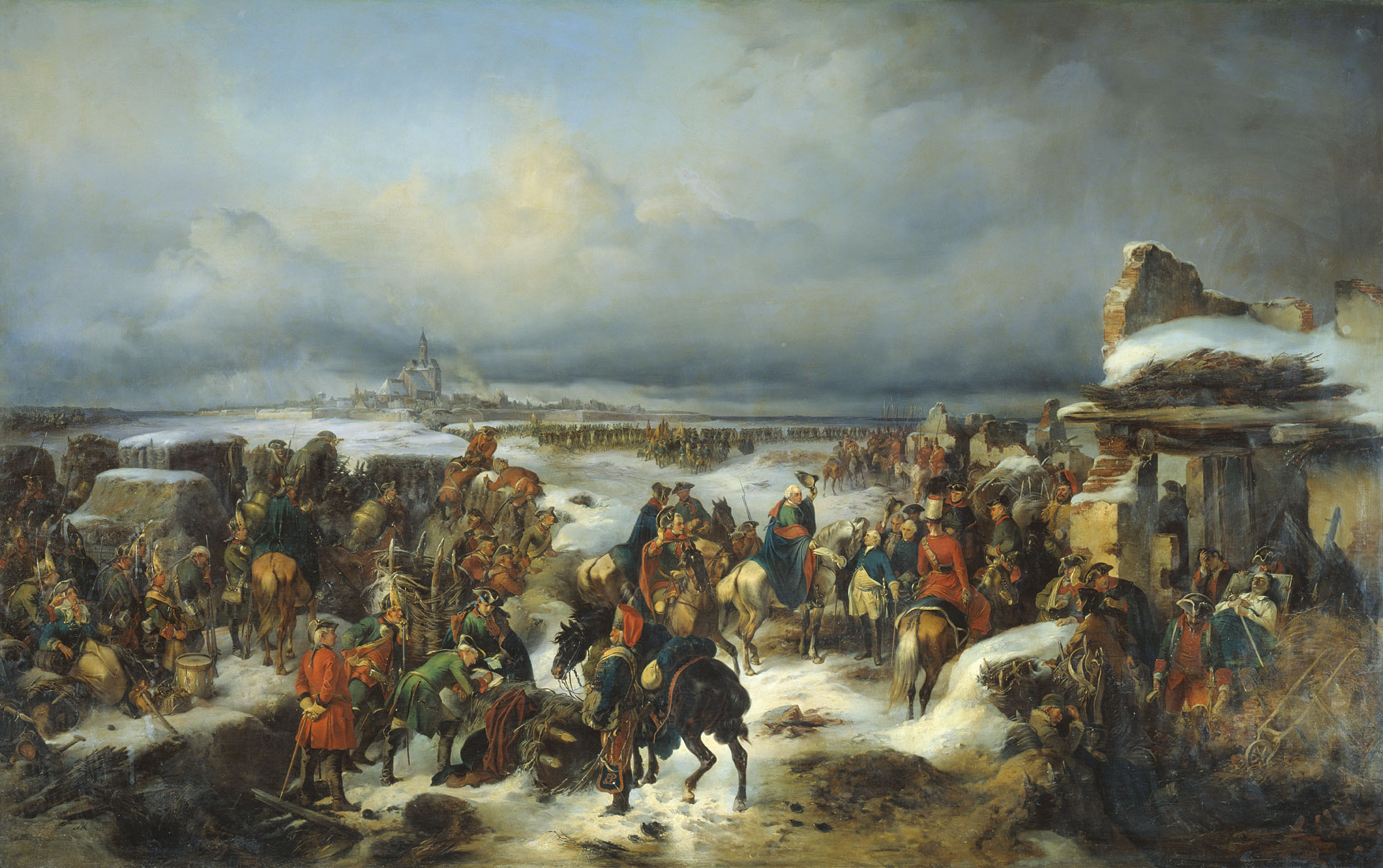
Upadek Kołobrzegu w 1761 roku

### Oblężenia twierdzy w czasie wojny siedmioletniej
Umocnienia twierdzy kołobrzeskiej były kilkakrotnie szturmowane przez wojska rosyjskie w czasie wojny siedmioletniej. Plany sztabowców Cesarstwa Rosyjskiego przewidywały bowiem w razie zwycięstwa nad Królestwem Prus stworzenie z Kołobrzegu bazy morskiej dla rosyjskiej floty w tej części Morza Bałtyckiego.
Pierwsze oblężenie twierdzy rozpoczęło się w październiku 1758 roku. Pod miasto podszedł wówczas oddział gen. Palmenbacha, który bez większego wysiłku opanował port i przedmieście Ujście.
Samego Kołobrzegu nie udało mu się jednak zdobyć.
Kolejny szturm rozpoczął się 26 sierpnia 1760 roku. Był to skrupulatnie przygotowany desant morski połączonych sił szwedzko-rosyjskich pod dowództwem admirała Miszukowa wspieranych przez armię lądową pod dowództwem gen. Demidowa. Operacja ta nie osiągnęła jednak zamierzonego skutku. Komendant twierdzy płk von der Heyde pomimo przeważających sił wroga nie skapitulował i doczekał się odsieczy gen. von Wernera, który we wrześniu 1760 dotarł pod Kołobrzeg i 18 września rozbił armię oblężniczą gen. Demidowa pod Zieleniewem.
Ponownie pod Kołobrzeg Rosjanie podeszli w sierpniu 1761 roku. Znów było to uderzenie połączonych sił morskich i lądowych. Ich głównym celem ataku było zgrupowanie wojsk pruskich pod dowództwem księcia Fryderyka Wirtemberskiego, który założył swój obóz na przedpolach twierdzy. Dowodzący armią rosyjską gen. Rumiancew postanowił wziąć miasto głodem. Blokada wraz z ciągłym ostrzałem artyleryjskim Kołobrzegu trwała prawie pięć miesięcy. Zmusiła armię pruską do odejścia spod miasta i 16 grudnia 1761 roku do kapitulacji twierdzy.
Rosjanie opuścili twierdzę 9 sierpnia 1762 roku wraz z wycofaniem się Cesarstwa Rosyjskiego z dalszego prowadzenia wojny z Królestwem Prus. Natychmiast po tzw. cudzie domu brandenburskiego przystąpiono do odbudowy i rozbudowy kołobrzeskich umocnień. Zleceniodawcą tych prac był król Fryderyk II Wielki, który w 1763 roku osobiście wizytował twierdzę. Czerpiąc lekcję z niedawnej klęski postanowiono skupić się na zwiększeniu obronności ujścia Parsęty. W latach 1770–1774 w kołobrzeskim porcie wybudowano zachowane do dziś forty Ujście i Morast oraz zmodernizowano na wzór francuski istniejące wcześniej bastiony.

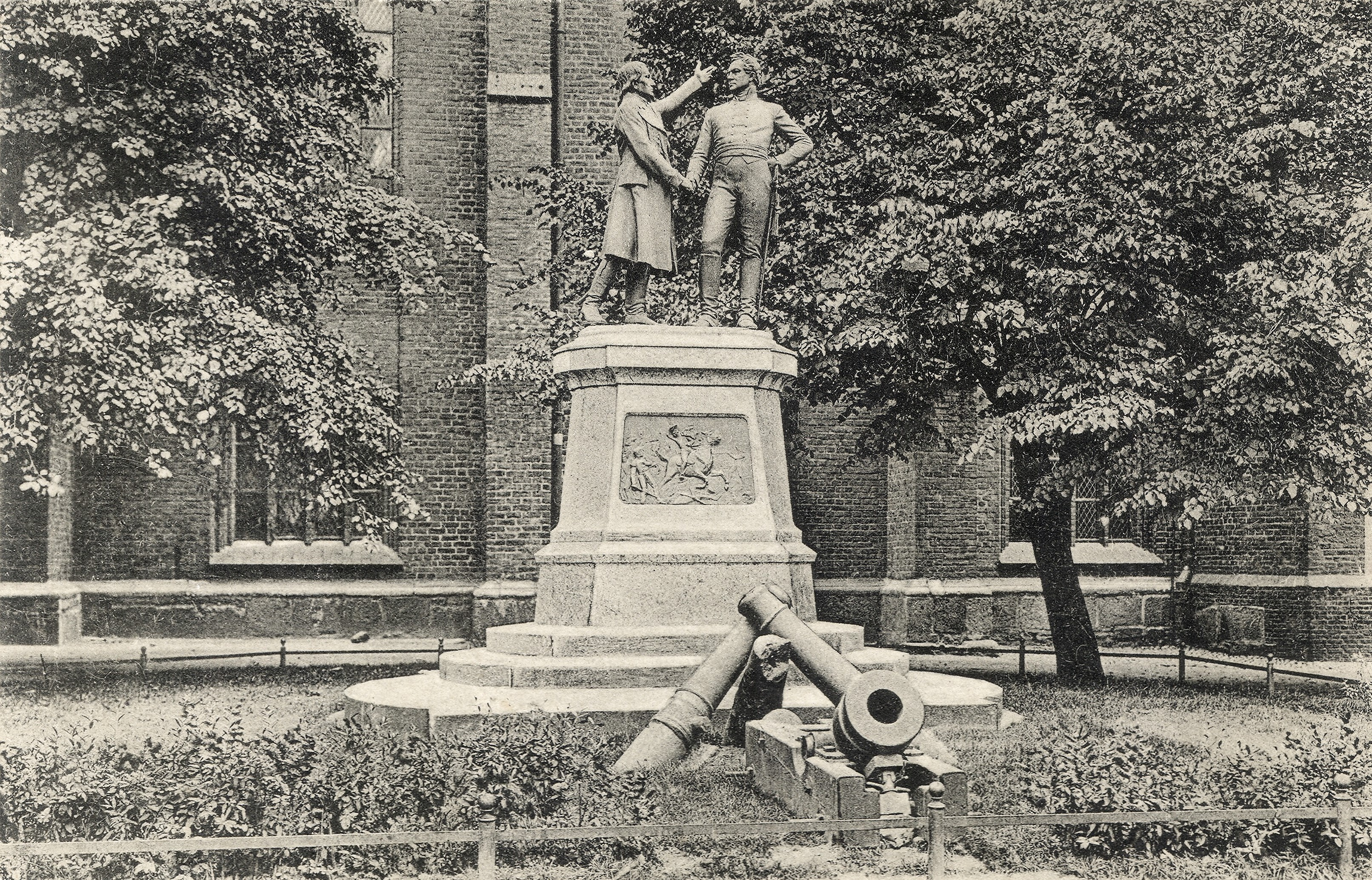
Pomnik Gneisenaua i Nettelbecka wzniesiony w 1903 roku dla uczczenia pamięci bohaterów obrony Kołobrzegu z 1807 roku

### Bitwa o Kołobrzeg 1807
Po zwycięstwach armii francuskiej nad armią pruską pod Jeną-Auerstedt Brandenburgia skapitulowała przed Napoleonem I. W listopadzie 1806 roku ogłoszono status okupacyjny w departamencie szczecińskim prowincji pomorskiej. Do twierdzy kołobrzeskiej przybył oddział kawalerii francuskiej, aby przejąć komendę nad miastem. Okazało się jednak, że dowódca pruski odmówił przekazania Kołobrzegu Francuzom i był gotów bronić swojej placówki bez względu na okoliczności. Jego postawa spowodowała, że na początku 1807 roku rozpoczęło się oblężenie. Pod Kołobrzeg przybyła dywizja gen. Teulié, a następnie armia gen. Loisona, w której składzie był polski pułk piechoty pod dowództwem płk Sułkowskiego.
Kłopoty logistyczne Francuzów ze ściągnięciem posiłków wykorzystali obrońcy twierdzy. Wokół Kołobrzegu jeszcze przed rozpoczęciem głównych walk zostały zbudowane nowe ziemne umocnienia, rowy, forty, a także niewielkie, ale skuteczne schrony blockahausy. Pod koniec kwietnia 1807 roku do miasta przybył nowy komendant twierdzy mjr Gneisenau, który zastąpił skonfliktowanego z mieszczanami płk von Lucadou.
Bitwa rozpoczęła się w maju i trwała do pierwszych dni lipca 1807 roku. Siły atakujące skupiły się na szturmowaniu miasta od strony wschodniej. Pod koniec czerwca wszystko wskazywało, że twierdza niedługo padnie. 1 lipca rozpoczęło się bombardowanie, które zrównało miasto z ziemią. Uratowało je podpisanie pokoju w Tylży, które kończyło działania wojenne między Francją, Prusami i Rosją.
Bohaterska obrona miasta szybko przyniosła sławę broniącym jej dowódcom. W Królestwie Prus, a później w Niemczech wydarzenie to pomimo iż stanowiło tylko epizod wojen napoleońskich przeszło do patriotycznej legendy i wielokrotnie było wykorzystywane propagandowo. Dzień zakończenia walk 2 lipca obchodzony był w Kołobrzegu co roku niezwykle uroczyście. W latach 1943–1944 kinematografia niemiecka wyprodukowała monumentalny film wojenny Kolberg, którego zadaniem miało być podniesienie na duchu obywateli III Rzeszy w przededniu ostatecznej klęski.

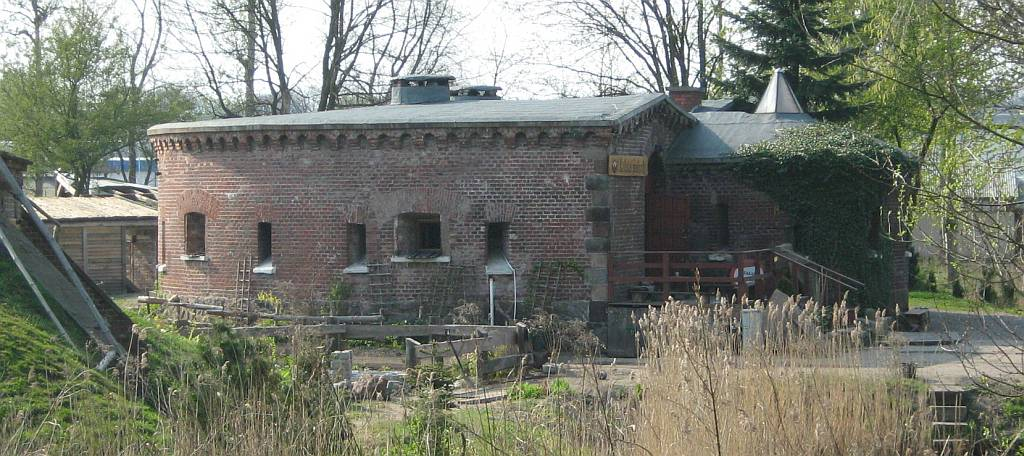
Reduta Solna zbudowana w latach 1832-1836

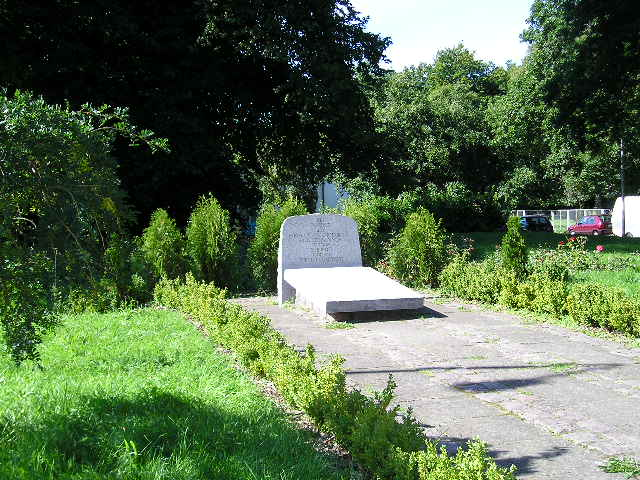
Cmentarz jeńców francuskich

### XIX wiek
Po wielkiej bitwie z 1807 roku twierdza kołobrzeska stała się ważnym ośrodkiem kontrabandy. Miejscem gdzie przyjmowano potajemnie statki angielskie wiozące artykuły kolonialne i broń ze Zjednoczonego Królestwa do Europy. W 1811 roku rozpoczęto odbudowę zniszczonych obiektów militarnych, sypano nowe szańce i okopy, a także od 1813 roku zorganizowano w mieście punkt zborny i szkoleniowy dla ochotników chcących walczyć w wojnie wyzwoleńczej Befreiungskriege przeciwko osłabionej i wycofującej się na zachód po klęsce w kampanii rosyjskiej armii Napoleona I.
Po zakończeniu wojen napoleońskich twierdza w Kołobrzegu została ustanowiona w 1820 roku przez króla pruskiego Fryderyka Wilhelma III Hohenzollerna twierdzą I kategorii. W związku z tym w latach 1832–1836 poddano ją gruntownej modernizacji i kolejnej rozbudowie. Wzniesiono nowy fort u ujścia Parsęty zwany Szańcem Heydego oraz sąsiadujący z nim i zachowany do dziś Szaniec Kleista. Nad Kanałem Drzewnym niedaleko Reduty Morast wzniesiono Redutę Solną. Przebudowano i umocniono wybudowany w 1807 roku Fort Wilczy. Obok niego nad brzegiem morza wzniesiono także Szaniec Waldenfelsa, a także kilka innych dzieł fortyfikacyjnych.
Modernizacja z lat 30. XIX wieku była ostatnim ważniejszym epizodem w dziejach pruskiej twierdzy. Później na jej terenie nie prowadzono już większych prac budowlanych, a jedynie konserwatorskie.
W 1870 roku miasto przygotowywano do obrony przed ewentualnym atakiem floty II Cesarstwa Francuzów pod dowództwem admirała Bouet-Willamez. Do bombardowania Kołobrzegu jednak nie doszło, gdyż przybyłe na Morze Bałtyckie pancerniki francuskie ze względu na kapitulację Francji szybko się z niego wycofały. W 1871 roku w twierdzy kołobrzeskiej zorganizowano obóz dla jeńców wojennych wziętych do niewoli w wojnie francusko-pruskiej, którego pozostałością jest zachowany do dziś niewielki XIX-wieczny cmentarz wojskowy przy kołobrzeskich bulwarach nad Parsętą.

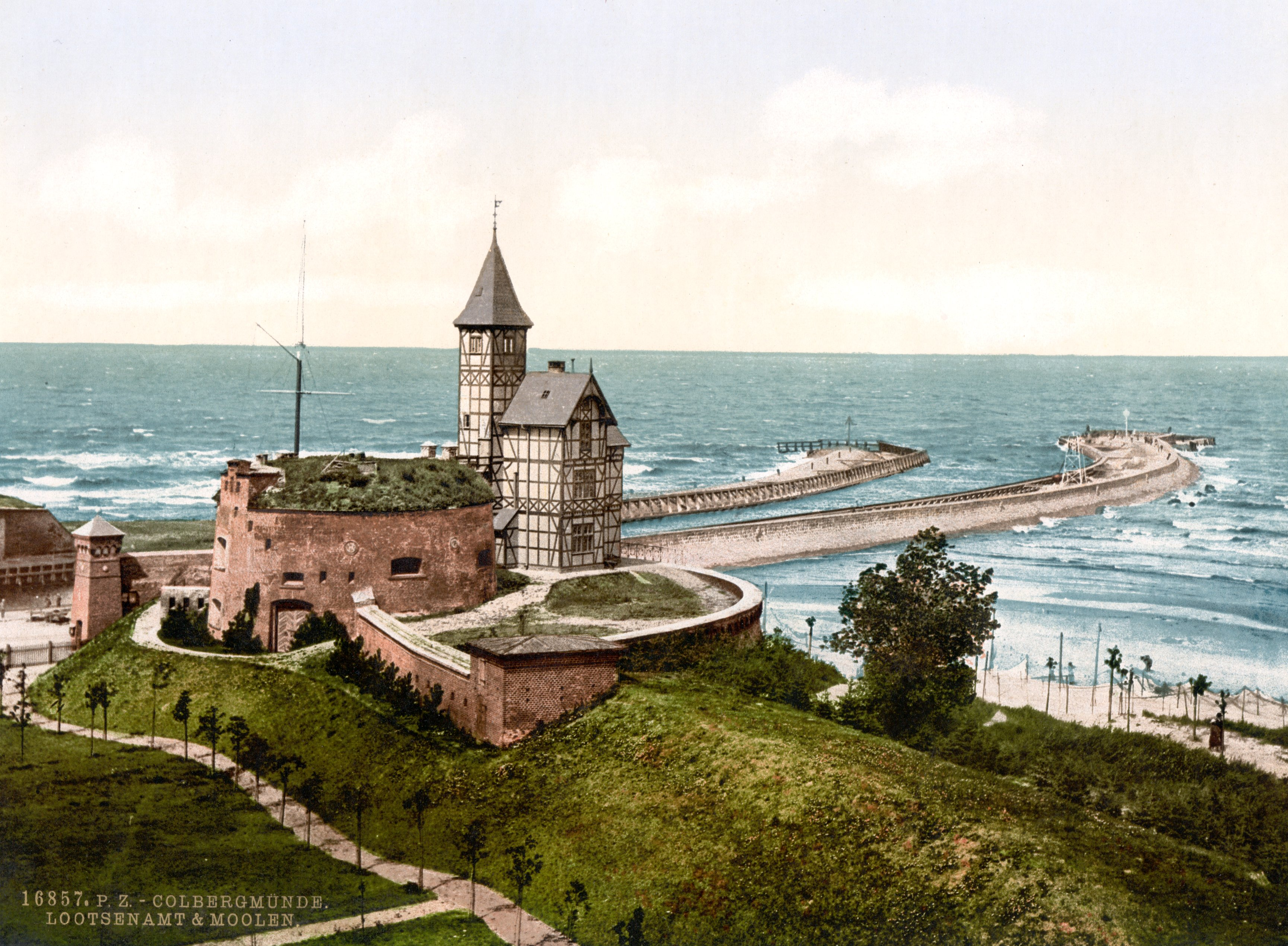
Fort Ujście na początku XX wieku

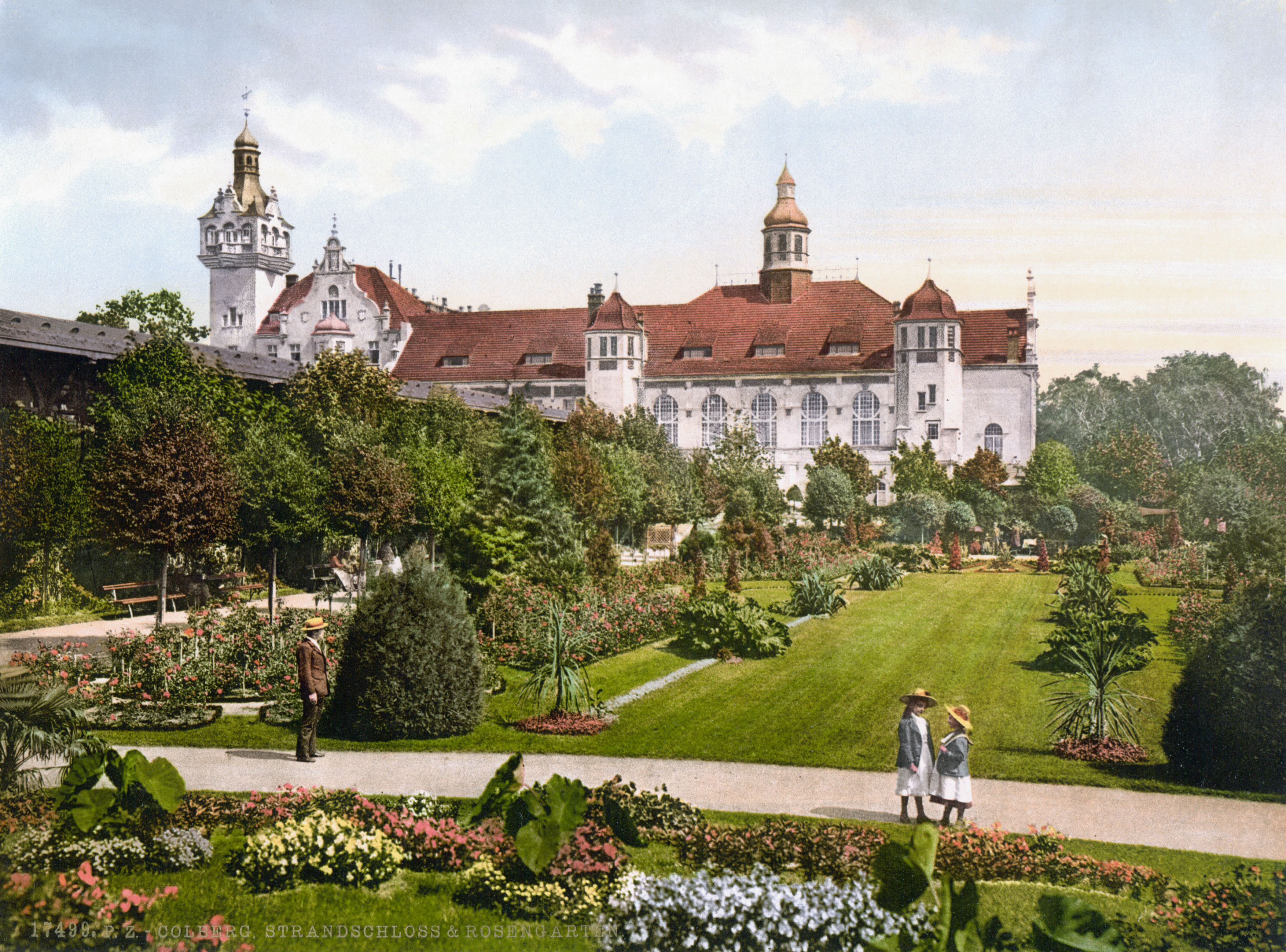
Hotel Strandschloss, kwatera feldmarszałka von Hindenburga w 1919 roku

### Likwidacja twierdzy
W XVIII wieku stały się modne lecznicze kąpiele morskie i wycieczki do kurortów wypoczynkowych. Na początku XIX wieku zwrócono uwagę na mikroklimat panujący w Kołobrzegu. W 1802 roku Jan Henryk von Held napisał książkę O kąpieli morskiej w Kołobrzegu i najlepszym i najtańszym sposobie z pożytkiem stosowania tejże, którą to pracą zainteresował się dwór królewski w Berlinie. Plany budowy uzdrowiska przerwały jednak wojny napoleońskie.
W latach 30. XIX wieku w Kołobrzegu zaczęły powstawać kąpieliska, a także ogrody i zakłady lecznicze wykorzystujące solankę z miejscowych źródeł. Inwestycje mieszczan stawały się coraz śmielsze i zaczęły wychodzić poza obwałowania miejskie na przedpola umocnień. Z czasem pruskie władze cywilne i wojskowe zaczęły dostrzegać, że istniejąca od XVII wieku twierdza straciła swój militarny charakter. W związku z rozwojem uzdrowiska postanowiono zlikwidować dotychczasowy status miasta. W 1872 roku cesarz Wilhelm I Hohenzollern wydał rozkaz o likwidacji twierdzy lądowej w Kołobrzegu, a następnie w 1887 roku o zniesieniu twierdzy morskiej.
Szybko nastąpiła adaptacja obiektów powojskowych na cele cywilne. Zasypano rowy forteczne, zlikwidowano wały ziemne. Nastąpił gwałtowny rozrost miasta, które na początku XX wieku stało się renomowanym uzdrowiskiem.
Powstanie kurortu nie wiązało się jednak z likwidacją garnizonu wojskowego. Pomimo zniesienia twierdzy Kołobrzeg nadal pozostawał ważnym strategicznym miejscem dla Niemiec. W czasie I wojny światowej miasto stanowiło wielki lazaret. W 1919 roku zostało wyznaczone na kwaterę feldmarszałka von Hindenburga i siedzibę Sztabu Generalnego. Po dojściu Adolfa Hitlera do władzy w latach 30. XX wieku w Kołobrzegu i wokół niego zaczęły powstawać nowe kompleksy wojskowe. Po 1939 roku w czasie II wojny światowej miasto powtórnie zostało zamienione w wielki lazaret oraz ośrodek wypoczynkowy dla żołnierzy i ich rodzin.

### Bitwa o Kołobrzeg 1945
W 1944 roku dowództwo niemieckie zdało sobie sprawę, że Kołobrzeg ze względu na swoje położenie zostanie zaatakowany przez Armię Czerwoną. 28 listopada 1944 roku rozkazem Adolfa Hitlera miasto przekształcono w twierdzę (Festung Kolberg). Rozpoczęła się ewakuacja sanatorium i szpitali. Przystąpiono do mobilizacji wszystkich zdolnych do służby wojskowej i budowy fortyfikacji. Na ulicach wzniesiono barykady, wiele budynków przekształcono w bastiony. W międzyczasie miasto opuszczali mieszkańcy, którzy używali wszelkich możliwych sposobów, aby wydostać się z Kołobrzegu przed oblężeniem. Na początku marca 1945 roku, w miejsce schorowanego gen. Herrmanna, na krótko przed rozpoczęciem walk komendantem twierdzy mianowano płk Fullriede. W nocy 3 marca 1945 roku ogłoszono stan oblężenia.
Bitwa o miasto rozpoczęła się nad ranem 4 marca i trwała dwa tygodnie. W początkowym okresie nieprzygotowane do walki o twierdzę radzieckie jednostki pancerne zostały odparte. 7 marca pod Kołobrzeg została skierowane oddziały 1 Armia Wojska Polskiego z rozkazem zdobycia miasta. 8 marca zamknięto pierścień okrążenia od wschodu. Do 12 marca, w ciężkich walkach przełamano zewnętrzny pierścień obronny. Od 12 marca walczono o przełamanie drugiego pierścienia obrony i umocnionych obiektów w Śródmieściu. 13 marca do walki o Kołobrzeg wprowadzono nowe oddziały. W dywizjach zorganizowano grupy szturmowe. W tym okresie opanowano Wyspę Solną i sforsowano rzekę. Zdobyto gazownię i szturmowano broniony przez pociąg pancerny dworzec kolejowy. 17 marca rozpoczęto ostatni bój o Fort Ujście. Nad ranem 18 marca ostatnie oddziały niemieckie zostały ewakuowane morzem z falochronu portowego.
Po zakończeniu walk po południu 18 marca 1945 roku w porcie kołobrzeskim na ruinach Fortu Ujście odbyła się uroczysta ceremonia i msza święta, a po niej na falochronie portu symboliczne Zaślubiny Polski z morzem. W czasie Polski Ludowej wielokrotnie nawiązywano propagandowo do wydarzeń walk o Kołobrzeg, które były największą bitwą uliczną stoczoną przez Wojsko Polskie podczas II wojny światowej. Wiele ulic polskich miast nazwano imionami uczestników tej operacji. W Kołobrzegu upamiętniono to wydarzenie kilkoma pomnikami, wieloma tablicami pamiątkowymi i cmentarzem wojennym. W 1969 roku powstał również film wojenny Jarzębina czerwona opowiadający historię żołnierzy szturmujących Twierdzę Kołobrzeg.

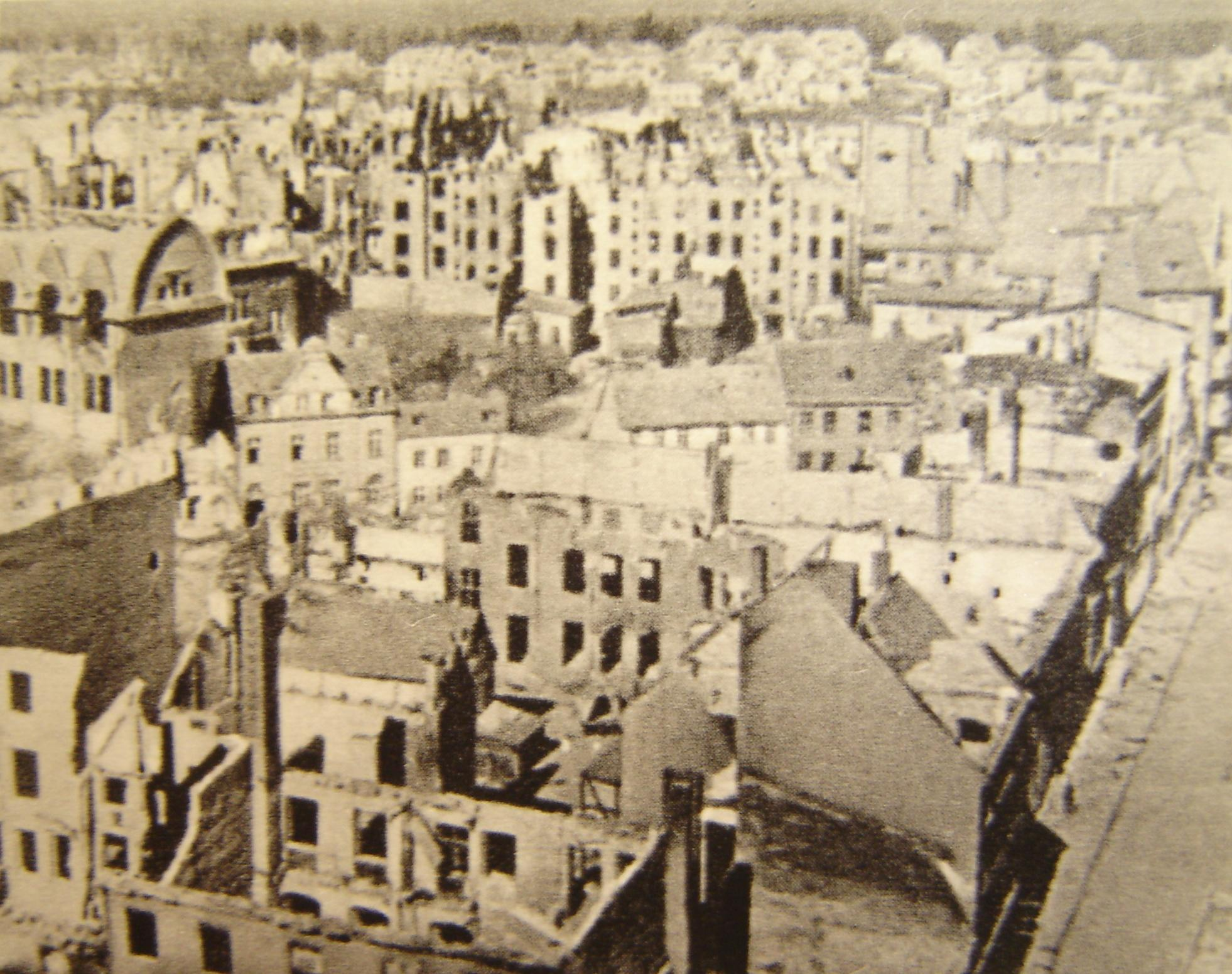
Kołobrzeg w 1945 roku

### Okupacja radziecka
Po zdobyciu twierdzy 18 marca 1945 i opuszczeniu jej przez wojska 1 Frontu Białoruskiego w Kołobrzegu wprowadzono radziecką komendanturę wojenną. Koszary poniemieckie zajęła Armia Czerwona i rozpoczęto systematyczną wywózkę wszelkiego majątku jaki pozostał jeszcze w mieście.
W kwietniu 1945 roku do Kołobrzegu przybyła delegacja Rządu Tymczasowego Rzeczypospolitej Polskiej mająca za zadanie organizację kolonizacji miasta i przejęcia go przez władze polskie. Nie wyrażono jednak na to zgody i siedzibę powiatu tymczasowo zorganizowano w Karlinie.
Powodem dla którego władze radzieckie odmówiły oddania Kołobrzegu były dalsze plany wojenne Armii Czerwonej. W założeniach sztabowców miasto miało być bazą dla desantu na Bornholm.
9 maja z portu kołobrzeskiego wypłynęły radzieckie kutry torpedowe, które tego samego dnia zawinęły do Rønne i zmusiły dowódców garnizonu niemieckiego do poddania się. Akt kapitulacji wyspy Bornholm został podpisany w nocy z 9 na 10 maja 1945 roku w Kołobrzegu w kamienicy przy ul. Spacerowej 39, w której mieściło się radzieckie wojenne dowództwo portu.

### Kołobrzeg po 1945
Kołobrzeg został przekazany stronie polskiej 1 czerwca 1945 roku. Aktu tego dokonano uroczyście w domu modlitwy Kościoła Nowoapostolskiego (obecnie budynek zboru Kościoła Chrystusowego). Miasto przestało być twierdzą i rozpoczęła się jego kolonizacja i odbudowa. W Polsce Ludowej nie zmieniono jednak jego charakteru i dalej podobnie jak w czasach niemieckich pozostawało ważnym miastem garnizonowym. Pod koniec lat 40. XX wieku planowano zamienić je na wzór Bornego Sulinowa w miasto zamknięte. Skończyło się jedynie na stworzeniu eksterytorialnej bazy wojskowej w Bagiczu z radzieckim osiedlem garnizonowym w Podczelu.
W latach 50. XX wieku w okresie napiętych stosunków między Związkiem Radzieckim i Stanami Zjednoczonymi wokół Kołobrzegu zaczęły powstawać nadbrzeżne umocnienia przeciwdesantowe, obronne i punkty obserwacyjne m.in. 19 Bateria Artylerii Stałej (19 BAS). Zaostrzono przepisy w mieście i kontrolowano osoby cywilne, które przebywały na plaży w godzinach porannych i wieczornych. Odejście od tych praktyk nastało dopiero w latach 60. XX wieku wraz z rozwojem Uzdrowiska Kołobrzeg.
Część obiektów dawnej twierdzy znalazła się pod administracją Ludowego Wojska Polskiego, a później Sił Zbrojnych Rzeczypospolitej Polskiej. To czego nie przejęła armia przypadło władzom cywilnym. Dużo ciekawych budowli z różnych przyczyn uległo bezpowrotnemu zniszczeniu podczas odbudowy miasta i w latach późniejszych.

## Zachowane fortyfikacje Twierdzy Kołobrzeg
Pomimo ogromnych zniszczeń miasta w 1945 roku i powojennych wyburzeń w Kołobrzegu zachowało się wiele obiektów stanowiących kiedyś elementy Twierdzy Kołobrzeg. Zaliczają się do nich zarówno nowożytne fortyfikacje budowane od XVII do XIX wieku, jak i budynki wojskowe wzniesione w XX wieku lub cywilne adaptowane na cele obronne w okresie 1944–1945.

### XVII wiek
Bastion Magdeburg
Dzieło fortyfikacyjne, którego początki sięgają połowy XVII wieku. Zlokalizowany na prawym brzegu Parsęty w pobliżu batardeau. Do lat 80. XX wieku bastion był otoczony fosą od strony miasta, została ona zasypana podczas budowy nowego odcinka drogi wojewódzkiej DW102 łączącego ulicę Młyńską z ulicą Kamienną, o przebiegu równoległym do ulicy Budowlanej. Z dawnego bastionu zachował się ceglany mur i kamienna podmurówka. Na terenie dawnego fortu mieści się obecnie parking i magazyny.
Bastion Pommern

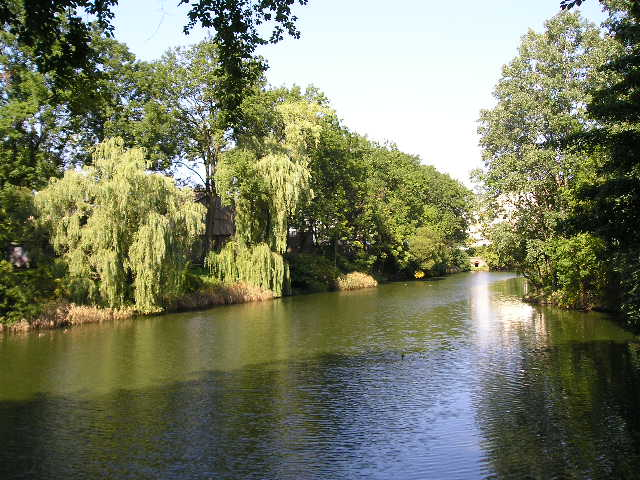
Fosa w Parku im. gen. Henryka Dąbrowskiego

Bastion Pommern (Bastion Pomorze) należał do południowo-wschodniego systemu umocnień kołobrzeskiej twierdzy. Sąsiadował z bastionem Magdeburg. Pozostałości dzieła fortyfikacyjnego zostały wkomponowane w Park im. gen. Henryka Dąbrowskiego. Z dawnego fortu zachowały się zarysy umocnień ziemnych i fosa.

### XVIII wiek
Bastion Geldern
Dzieło fortyfikacyjne na Wyspie Solnej złożone właściwie z kilku obiektów (bastion Geldern I, bastion Geldern II, redan Geldern I, redan Geldern II, reduta Geldern). Jego zadaniem była obrona ważnego dla twierdzy szlaku komunikacyjnego z Kołobrzegu do Trzebiatowa oraz osłona jedynego stałego mostu łączącego prawy i lewy brzeg Parsęty.
Bastiony na Wyspie Solnej powstały w XVIII wieku. Zostały zniwelowane w XIX wieku. Na ich miejscu stoją obecnie m.in. szpital miejski i cerkiew greckokatolicka. Jedynym zachowanym po nich śladem jest Brama Radzikowska (Geldern Tor) z 1708 roku, która stanowiła wjazd do twierdzy od strony zachodniej. Pod koniec XVIII wieku nadano jej formę klasycystyczną. Obecnie jest to piętrowy budynek ze sklepionym przejazdem w przyziemiu i częścią mieszkalną na piętrze.
Batardeau

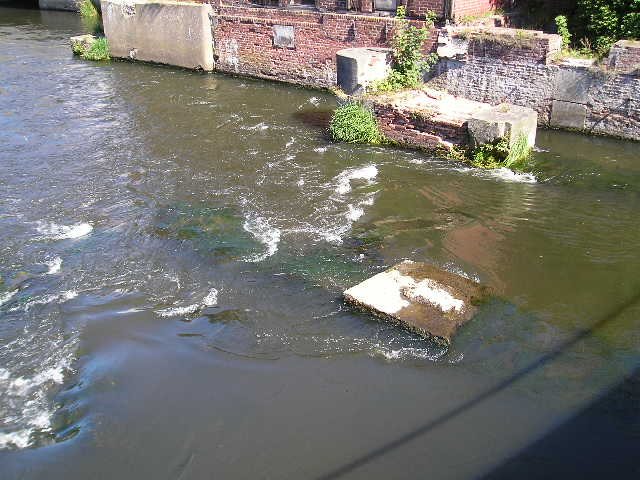
Pozostałości batardeau w Kołobrzegu

Most obronny (Batardeau) będący w przeszłości unikatowym systemem spiętrzającym wodę na rzece w przypadku oblężenia twierdzy. W skład batardeau wchodziły: stawidła, galeria strzelecka oraz Most z Orłami. Obiekt ten był wykorzystany do obrony miasta po raz ostatni w 1945 roku. Po II wojnie światowej niszczał i ulegał dewastacji. W 1986 roku został poważnie uszkodzony przez prace saperskie na Parsęcie. W latach 1987–1988 na polecenie władz bez wcześniejszego porozumienia z konserwatorem zabytków dokonano jego rozbiórki. Po budowli pozostały nieliczne fragmenty w nurcie rzeki, na których pod koniec lat 80. XX wieku zbudowano nowy most. Od kilkunastu lat trwają starania o rekonstrukcje tego założenia obronnego.

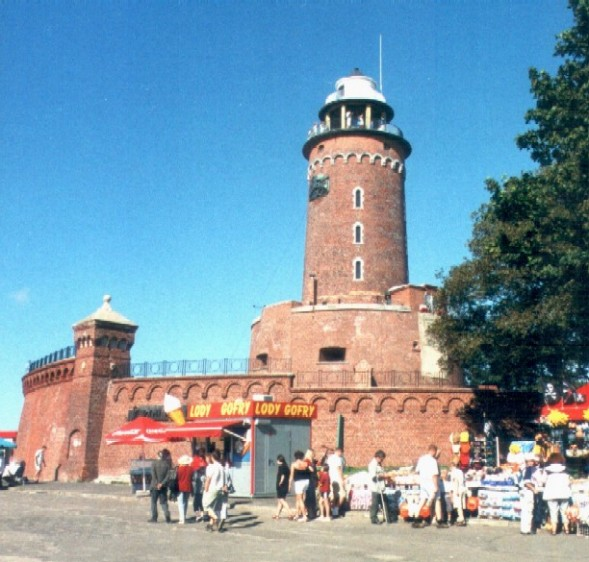
Fort Ujście
Fort Ujście (Fort Münde) powstał w latach 1770–1774. Wzniesiony został u ujścia Parsęty na prawym brzegu rzeki w miejscu, w którym wcześniej od 1627 roku znajdował się szaniec ziemny. Powodem zbudowania bastionu były doświadczenia wojenne z lat 1760–1761. Okazało się bowiem, że dotychczasowe umocnienia nie są w stanie zapobiec opanowaniu portu wojennego przez przeciwnika.
Od XIX wieku na obiekcie od strony morza usytuowana była latarnia morska. W latach 1832–1836 fort zmodernizowano. W 1945 roku był to ostatni niemiecki punkt obrony Twierdzy Kołobrzeg ewakuowany w nocy z 17 na 18 marca. Po II wojnie światowej na rotundzie fortu żołnierze radzieccy zbudowali nową ceglaną latarnię morską, która oprócz funkcji użytkowych w okresie Polskiej Rzeczypospolitej Ludowej odgrywała rolę pomnika bohaterstwa Armii Radzieckiej.
Trzon zachowanego fortu stanowi trzykondygnacyjna ceglana rotunda, w której w poziomie piwnicznym był magazyn, przyziemie stanowiło pomieszczenie dla piechoty, a piętro stanowisko artylerii. Od zewnątrz bastion otoczony jest ceglanym murem.
Fort Ujście udostępniony jest do zwiedzania. Od strony portu wokół dzieła fortyfikacyjnego w okresie letnim rozlokowane są kramy z upominkami, część terenu zajmuje skwer zieleni, w piwnicach rotundy urządzono kawiarnię, a na latarni morskiej znajduje się taras widokowy.
Luneta Lauenburg
Rawelin (Luneta Lębork) należący do południowo-wschodniego systemu umocnień kołobrzeskiej twierdzy. Zlokalizowany w pobliżu bastionu Pommern. Reliktem tego dzieła fortyfikacyjnego jest zadrzewiona wysepka na fosie miejskiej w Parku im. gen. Henryka Dąbrowskiego.

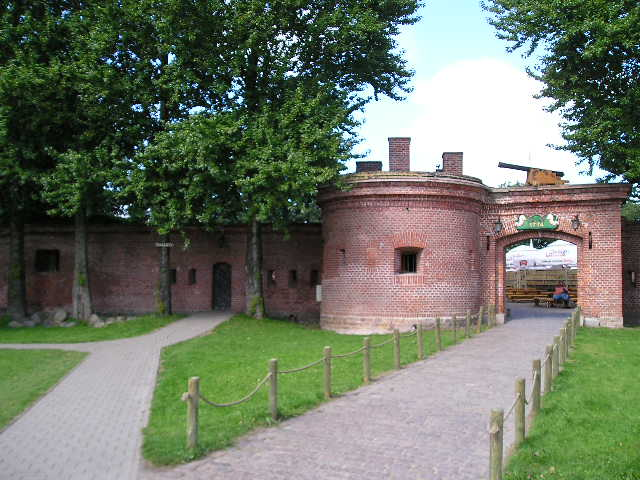
Reduta Morast
Reduta Morast (Reduta Bagienna) powstała w latach 1770–1774 na północnym cyplu Wyspy Solnej. Wraz z Fortem Ujście stanowiła kluczowy punkt obronny kołobrzeskiego portu i ujścia Parsęty.
W latach 1832–1836 obiekt zmodernizowano. Na cześć jednego z obrońców Kołobrzegu z 1807 roku, chorążego von Schilla reduta została nazwana w XIX wieku Redutą Schilla (Schill Redute).
Budowla ma kształt pięcioboku. Składa się z wału ziemnego, ceglanego muru i czterech budynków. W 1945 roku reduty bronili niemieccy marynarze. Był to jeden z najdłużej broniących się bastionów podczas bitwy o Kołobrzeg.
Po II wojnie światowej zasypano fosę oddzielającą redutę od strony miasta. Przez wiele lat obiekt był w posiadaniu klubu żeglarskiego Joseph Conrad. Obecnie wokół szańca znajduje się port jachtowy, a zabudowania forteczne zostały zaadaptowane na restaurację i niewielki amfiteatr.

### XIX wiek
Fort Napoleona
Fort Napoleona (Hohe-Berg Schanze) został wzniesiony w 1807 roku w miejscu wcześniejszego szańca z XVIII wieku. Podczas słynnego oblężenia twierdzy z początku XIX wieku stanowił punkt obronny na przedpolach południowej części twierdzy (Wysoka Górka) przy szlaku komunikacyjnym do Karlina. W marcu 1945 roku doszło tutaj do potyczki wojsk pancernych niemieckich i radzieckich, podczas którego uległy zniszczeniu wszystkie radzieckie czołgi nacierające na szaniec.
Obecnie w miejscu dawnego fortu jest zlokalizowana pętla autobusowa linii nr 7, za nią znajdują się pozostałości fortecznych wałów ziemnych.
Fort Wilczy
Fort Wilczy (Wolfsberg Schanze) został zaprojektowany w 1807 roku w celu ochrony portu kołobrzeskiego od wschodu. Budowano go w czasie, gdy Francuzi podchodzili pod Kołobrzeg. Pierwotnie miał kształt trójramiennej gwiazdy zwieńczonej na każdym końcu blockhausem. Dodatkowo szaniec otoczony był trzymetrowym wałem i suchymi rowami z palisadą.
Tutaj toczyły się najcięższe walki w 1807 roku. Tędy też gen. Loison zamierzał zdobyć Kołobrzeg.
Na fort nacierały kilkakrotnie oddziały polskiej piechoty, której obóz znajdował się na grobli w Kołobrzeskim Lesie. Bastion wielokrotnie przechodził z rąk do rąk. Podczas jednego ze szturmów na szaniec zginął zastępca komendanta twierdzy kpt. von Waldenfels. Uczczono go później nadając jednej z fortyfikacji jego imię (Waldenfels Schanze).
W latach 1832–1836 Fort Wilczy przeszedł gruntowną modernizację. Nadano mu wówczas imię Fort Gneisenau. W 1925 roku obiekt przebudowano na amfiteatr, a na przedpolu szańca zbudowano miejski hipodrom. W 1945 roku zorganizowano tutaj silny punkt obronny.
Po II wojnie światowej, do połowy lat 50. XX wieku fort był w rękach Ludowego Wojska Polskiego. Później ponownie przekształcono go w amfiteatr. W latach 1968–1991 odbywały się tutaj Festiwale Piosenki Żołnierskiej, a obecnie różne koncerty i imprezy masowe m.in. Festiwal Interfolk i Festiwal Gama.

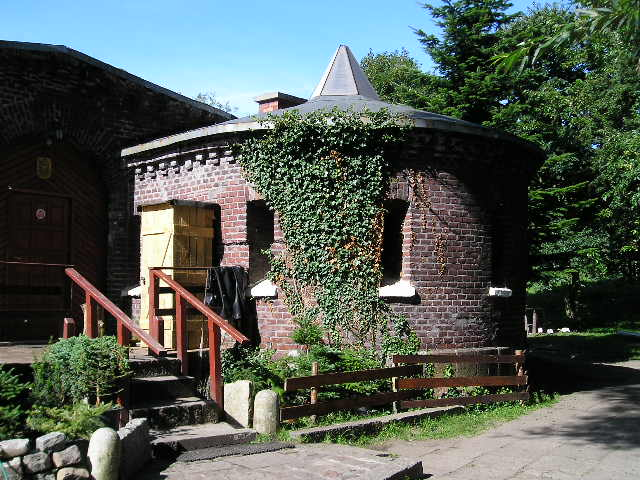
Reduta Solna
Reduta Solna (Salinen Schanze) powstała w latach 1832–1836. Została zbudowana w wyniku doświadczeń wyciągniętych z bitwy w 1807 roku. Pierwotnie w jej miejscu stał niewielki szaniec (Salinen Brückenkopf), który osłaniał twierdzę od strony nieistniejącej od połowy XIX wieku kołobrzeskiej tężni.
Reduta ma kształt lunety. Składa się z wału ziemnego, fosy i dwóch budowli. Pierwszej ceglanej w kształcie dwóch połączonych rotund i drugiej ukrytej w wale ziemnym. W 1945 roku za jej obronę odpowiedzialny był oddział Volkssturmu.
Po II wojnie światowej Reduta Solna zachowała się w bardzo dobrym stanie. Obecnie wykorzystywana jest przez Związek Harcerstwa Polskiego jako baza żeglarska, miejsce biwakowe i atrakcja turystyczna dla dzieci.
Szaniec Kleista

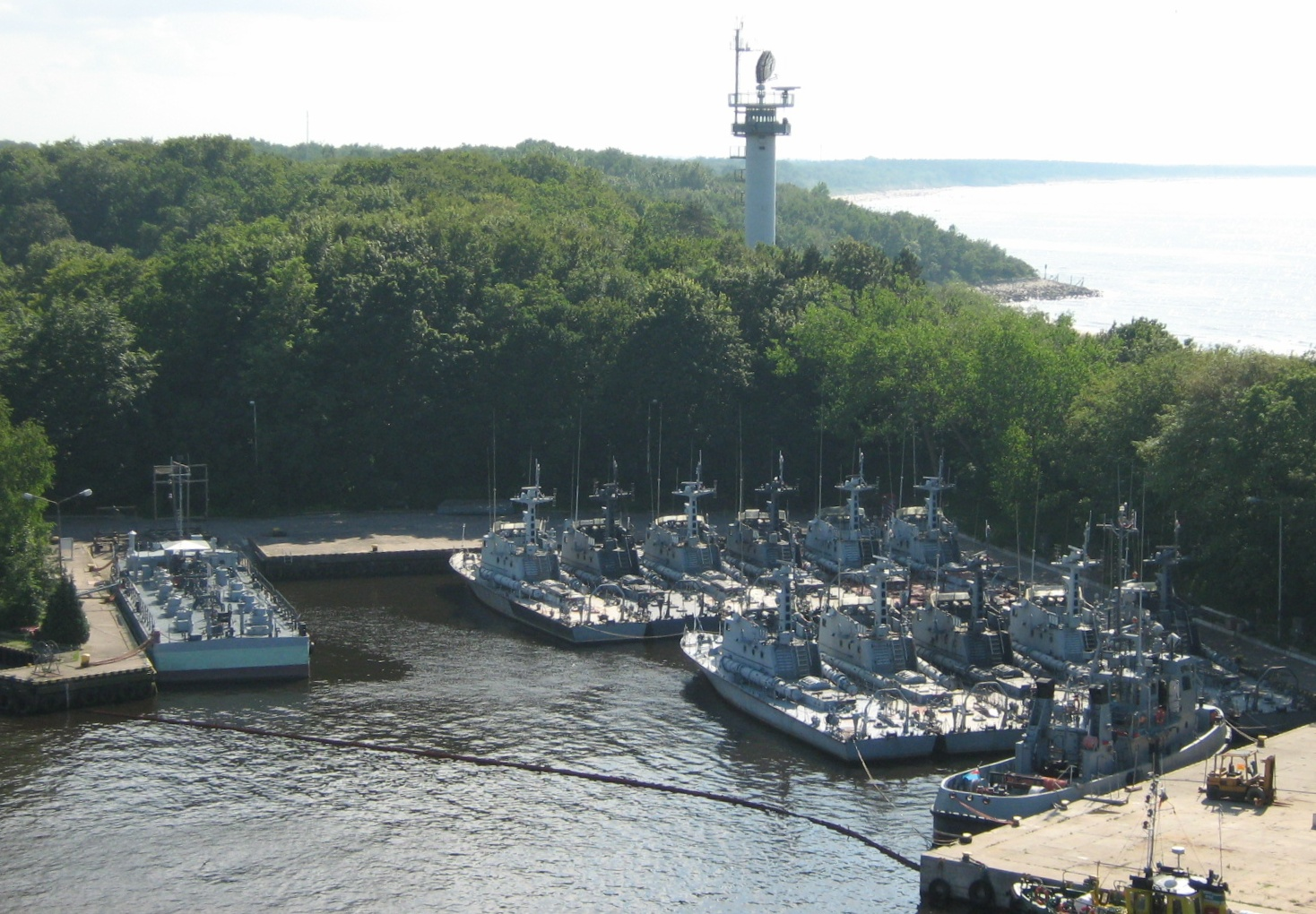
Port w Kołobrzegu, na pierwszym planie dawny basen rybacki, na drugim planie wieża radaru N-23 Daniela i Szaniec Kleista

Szaniec Kleista (Kleist Schanze) został wybudowany w latach 1832-1836. Jego zadaniem była obrona portu kołobrzeskiego od strony zachodniej. Sąsiadował z nieistniejącym już dziś Szańcem Heydego (Heyde Schanze).
W 1945 roku fortyfikacja ta została silnie obsadzona przez oddział niemiecki, który skutecznie odpierał nacierające od strony Grzybowa oddziały polskie. Po II wojnie światowej obiekt wszedł w skład kompleksu obiektów portu wojennego użytkowanego przez Marynarkę Wojenną.
W latach 50. XX wieku na Szańcu Kleista wzniesiono stanowiska 19 Baterii Artylerii Stałej, która była użytkowana przez Wojsko Polskie do lat 70. XX wieku. Obecnie istnieją plany adaptacji fortyfikacji na cele skansenu wojskowego.
Szaniec Siederland
Szaniec Siederland (Siederland Schanze) powstał w XIX wieku. W 1945 roku były tutaj zlokalizowane stanowiska broni maszynowej i obronne schrony bojowe. Obecnie po bastionie pozostało niewielkie wzniesienie w pobliżu Białych i Czerwonych Koszar.
Szaniec Waldenfelsa
Szaniec Waldenfelsa (Waldenfels Schanze, współcześnie: Kamienny Szaniec) powstał nad brzegiem morza w latach 1832–1836 w miejscu gdzie w 1807 rozgrywały się najkrwawsze i najcięższe walki między obrońcami Twierdzy Kołobrzeg i 1 Pułkiem Piechoty Legii Poznańskiej. Rolą szańca była osłona rubieży twierdzy i portu. Szaniec Waldenfelsa sąsiadował z Fortem Wilczym i razem z nim tworzył system wschodnich umocnień Kołobrzegu.

### XX wiek
Bateria Nettelbeck
Bateria przeciwlotnicza i przeciwokrętowa Nettelbeck (Flak- und Küstenbatterie Nettelbeck) powstała w latach 30. XX wieku w pobliżu basenu rybackiego. W 1939 roku znajdujące się na jej wyposażeniu działa zostały zdemontowane i przeniesione do Sillenstede pod Wilhelmshaven. W 1945 roku umocnienia baterii nie zostały wykorzystane w obronie miasta i przetrwały bitwę o Kołobrzeg. Po II wojnie światowej dawne stanowiska ogniowe znalazły się na terenie kołobrzeskiego portu wojennego. W latach 80. XX wieku na jednym z dawnych bunkrów baterii wzniesiono wieżę radaru brzegowego do wykrywania i śledzenia celów nisko lecących i nawodnych N-23 Daniela.
Do dziś obiekt jest wykorzystywany przez Marynarkę Wojenną Rzeczypospolitej Polskiej.

## Inne zachowane obiekty wojskowe

### Akademia Rycerska
Budynek Akademii Rycerskiej w Kołobrzegu powstał w stylu renesansu florenckiego w drugiej połowie XVII wieku. Znajdująca się w jego wnętrzach uczelnia była jedną z pierwszych wyższych szkół wojskowych w Europie. W XVIII wieku budynek szkolny został zamieniony na arsenał. W 1945 roku nie uległ większym zniszczeniom. W latach 60. XX wieku został wyremontowany. Obecnie w gmachu mieści się hala sportowa w piwnicach natomiast restauracja.

### Koszary wojskowe
Areszt garnizonowy
Budynek stanowi pozostałość dawnych koszar wojskowych istniejących wzdłuż rzeki Parsęty od XVIII wieku. Sąsiaduje z Bramą Radzikowską i kuźnią. W przeszłości w obiekcie znajdował się areszt garnizonowy zwany przez żołnierzy Vater Philipp. Później był tu m.in. posterunek żandarmerii wojskowej, Urząd Bezpieczeństwa, przychodnia. Od 1998 roku dom należy do Świadków Jehowy i służy jako Sala Królestwa.
Białe Koszary
Białe Koszary zostały wzniesione w 1903 roku. Mieściły się w nich koszary artylerii niemieckiej (Artilerie-Kasserne). W 1945 roku był tutaj ważny punkt obrony Twierdzy Kołobrzeg. Po II wojnie światowej obiekty były użytkowane przez Wojsko Polskie. Po likwidacji w latach 90. XX wieku stacjonujących w nich jednostek wojskowych, koszary należały do Agencji Mienia Wojskowego i zostały wystawione na sprzedaż. Obecnie służą celom cywilnym.
Czerwone Koszary

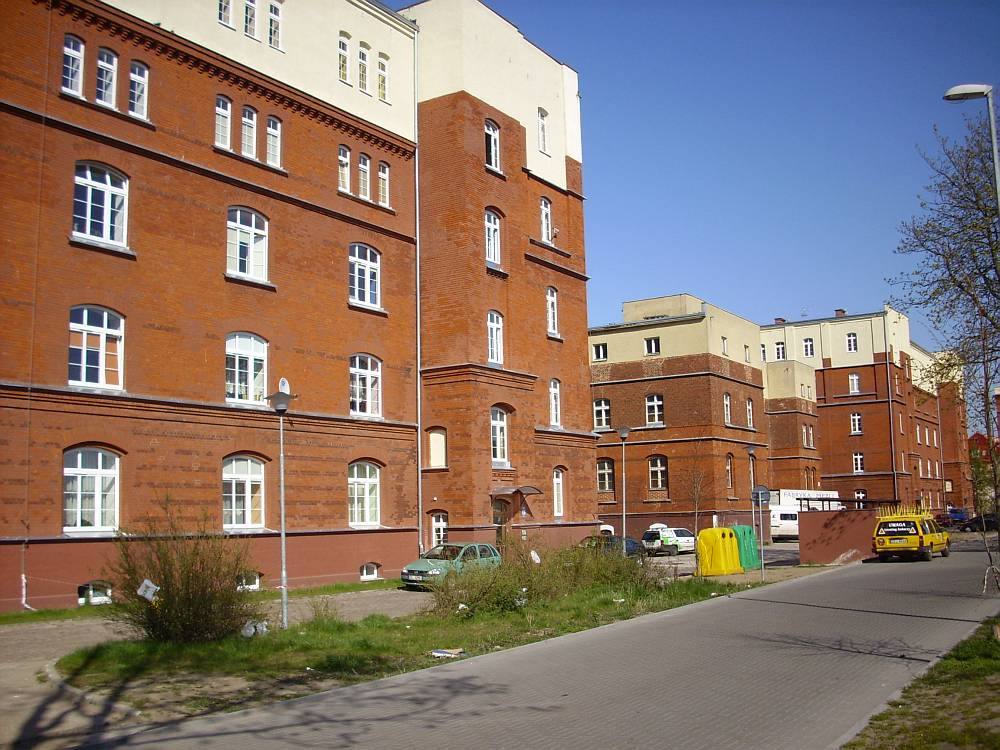
Czerwone Koszary w Kołobrzegu

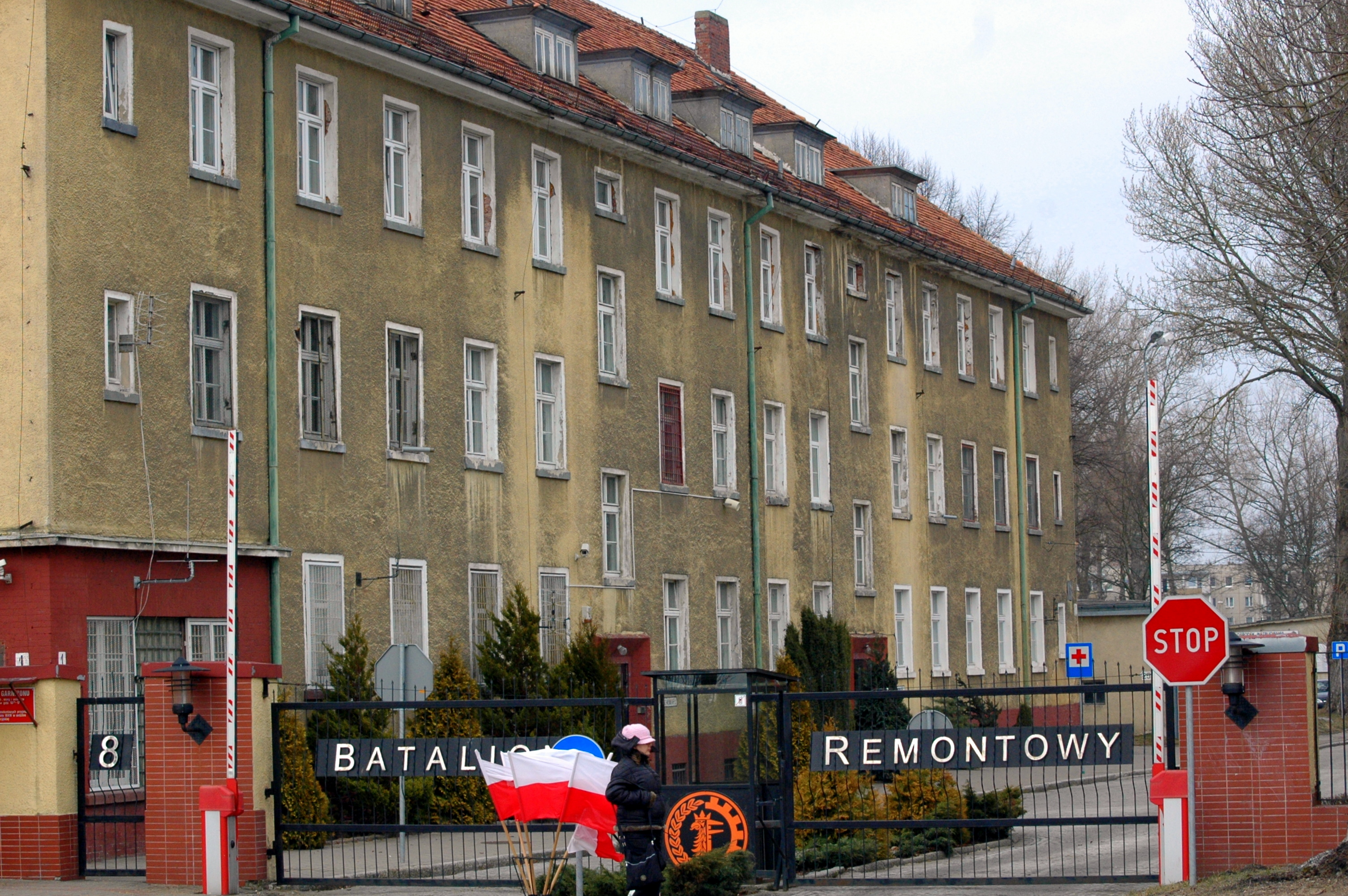
Koszary Waldenfelsa w Kołobrzegu

Czerwone Koszary zostały wzniesione w 1900 roku. Mieściły się w nich koszary piechoty niemieckiej (Infanterie-Kasserne). W 1945 roku był tutaj ważny punkt obrony Twierdzy Kołobrzeg. Po II wojnie światowej budynki były użytkowane przez Wojsko Polskie. Po likwidacji w latach 90. XX wieku stacjonujących w nich jednostek wojskowych, koszary przekazano Agencji Mienia Wojskowego i wystawiono je na sprzedaż. Obecnie służą celom cywilnym.
Koszary Waldenfelsa
Koszary Waldenfelsa zostały wybudowane w latach 30. XX wieku dla wojsk przeciwpancernych. Po II wojnie światowej budynki były użytkowane przez różne jednostki wojskowe. Obecnie stacjonuje w nich 8 Batalion Remontowy.
Kuźnia
Parterowy, ceglany budynek kuźni wchodził w skład zabudowań koszar wojskowych z połowy XVIII wieku, które były położone na Wyspie Solnej wzdłuż rzeki Parsęty.
Podczele
Osiedle wojskowe zbudowane w latach 1935-1939 dla personelu lotniska Luftwaffe w Bagiczu. Użytkowane przez Niemców do 1945 roku. Po II wojnie światowej zajęte przez Armię Czerwoną. W latach 60. XX wieku w związku z modernizacją lotniska w Bagiczu osiedle zostało rozbudowane. W 1992 roku po opuszczeniu budynków przez żołnierzy radzieckich Podczele zostało włączone w granice administracyjne Kołobrzegu. W latach 90. XX wieku dawne koszary i domy mieszkalne zostały zaadaptowane na cele cywilne. Obecnie Podczele jest jedną z dzielnic mieszkaniowych Kołobrzegu.

### Stacja radarowa Kondor
Placówka radiolokacyjna pod Kołobrzegiem nosiła kryptonim Funkmeßgerät Stellung 1. Ordnung Kondor i znajdowała się w pobliżu Ustronia Morskiego. Był to obiekt wojskowy zbudowany w czasie II wojny światowej, którego zadaniem było namierzanie nieprzyjacielskich samolotów. Na wyposażeniu jednostki były dwa olbrzymie radary o antenach parabolicznych do obserwacji powietrznej, naprowadzania myśliwców i współpracy z artylerią typu FuMG 65 Würzburg-Riese oraz jeden do śledzenia sytuacji powietrznej i ostrzegania wojsk typu A1 Freya.
Dziś po tej stacji radarowej pozostały jedynie betonowe fundamenty obrotowych cokołów niemieckich radarów typu FuMG 65 Würzburg-Riese.

### Strzelnica wojskowa
Strzelnica znajduje się w Lasku Załęże. Przed II wojną światową była to strzelnica niemieckiego garnizonu w Kołobrzegu. W 1945 teren ten należał do zachodniego odcinka obrony. Tu bronić się miały oddziały Volkssturmu. Ogień ze strzelnicy i z pobliskich zabudowań przez pewien czas skutecznie blokował działania polskich oddziałów próbujących przebić się do portu. Dziś z całego kompleksu pozostały jedynie zarysy wałów strzelnic.

## Inne zachowane obiekty Twierdzy Kołobrzeg

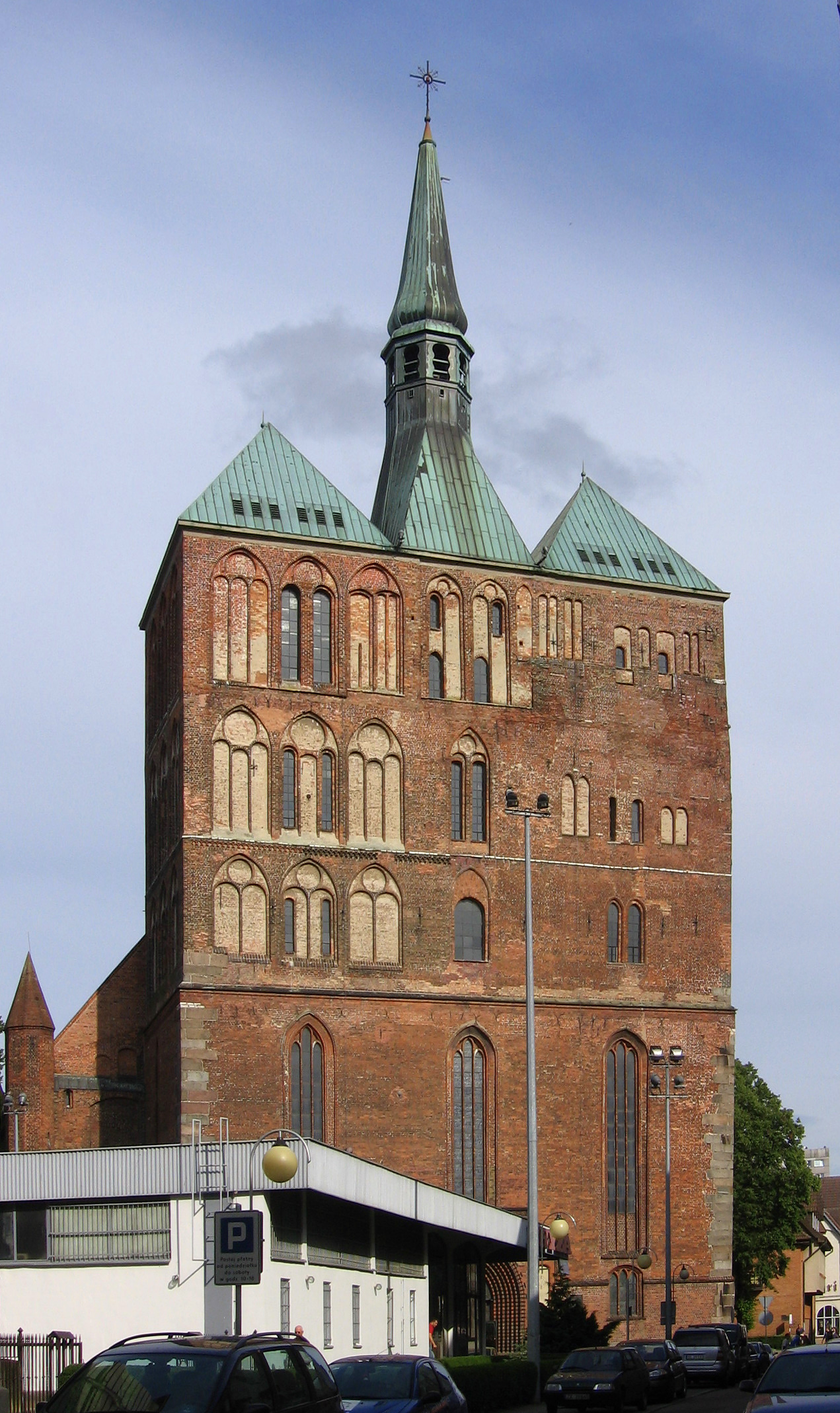
Bazylika Mariacka
Monumentalny pięcionawowy, halowy gotycki kościół parafialny w Kołobrzegu powstał w późnym średniowieczu. Od XVI wieku był świątynią luterańską. W 1945 w Kościele Mariackim znalazło schronienie wiele osób cywilnych, którym przed rozpoczęciem oblężenia nie udało się wydostać z miasta. Pod koniec bitwy o Kołobrzeg kościół był ważnym punktem obrony i miejscem walk. Został zbombardowany przez ostrzał artylerii radzieckiej. Po II wojnie światowej odbudowany. Obecnie pełni funkcję rzymskokatolickiego kościoła parafialnego i konkatedry diecezji koszalińsko-kołobrzeskiej.
Dworzec kolejowy
Dworzec kolejowy w Kołobrzegu w obecnym kształcie powstał w latach 30. XX wieku. W marcu 1945 roku był tutaj silny punkt obrony Twierdzy Kołobrzeg wspierany przez pociąg pancerny Panzerzug PZ 72A, pod dowództwem kpt. Roeminga. Pomimo ciężkich walk wokół stacji kolejowej jej budynek przetrwał. Po II wojnie światowej został zamieniony na magazyn zboża Armii Radzieckiej. Później został przekazany Polskim Kolejom Państwowym i jest przez nie użytkowany do dziś.
Fabryka
Fabryka narzędzi farmaceutycznych w Kołobrzegu w 1945 roku stanowiła ważny bastion wschodniego odcinka obrony miasta. W pobliżu budynku znajdowało się stanowisko niemieckiej artylerii. 17 marca podczas ataku na zakłady farmaceutyczne zginęła ppor. Gierczak, która pośmiertnie została uhonorowana Orderem Virtuti Militari. Po II wojnie światowej obiekt został przekazany sanatorium. Mieściła się w nim dyrekcja Uzdrowiska Kołobrzeg. Od 2004 roku w budynku ma swoją siedzibę kołobrzeska filia Społecznej Wyższej Szkoły Przedsiębiorczości i Zarządzania w Łodzi.
Kościół garnizonowy

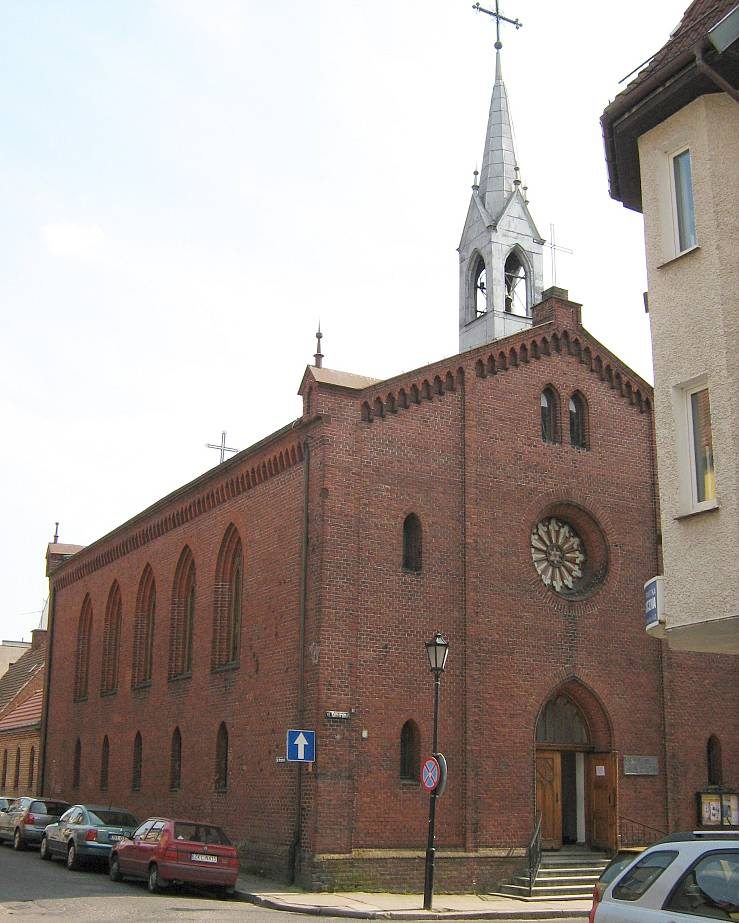
Dawny kościół garnizonowy Twierdzy Kołobrzeg

Ewangelicki kościół garnizonowy w Kołobrzegu (Kościół nad rzeką) wzniesiony w stylu neogotyckim w 1832 roku. Powstał w miejscu wcześniejszej świątyni wchodzącej w skład zabudowań klasztornych sióstr diakonis. Obiekt bez większych uszkodzeń przetrwał działania wojenne w 1945 roku i po II wojnie światowej został zaadaptowany na potrzeby katolickiej parafii św. Marcina. Obecnie nosi wezwanie Niepokalanego Poczęcia Najświętszej Marii Panny i pełni funkcję kościoła rektoralnego parafii mariackiej w Kołobrzegu.
Jest to kościółek jednonawowy z fasadą frontową zwieńczoną trójkątnym szczytem. Portal i otwory okienne są ostrołukowe. Na dwuspadowym dachu widoczna jest sygnaturka. Wnętrze kościoła zachowało wyposażenie neogotyckie.
Radziecka komendantura wojenna
Budynek mieszkalny w narożniku ul. Wolności i ul. 1 Maja. W 1945 dom został zaadaptowany na siedzibę radzieckiej komendantury wojennej. Obecnie jest to dom mieszkalny.
Ratusz
Neogotycki budynek rady miejskiej wzniesiony w latach 1829–1832 według projektu Karla Schinkla. Powstał w miejscu wcześniejszego gotyckiego ratusza zburzonego podczas oblężenia miasta w 1807 roku. W 1945 roku obiekt wchodził w skład punktów obronnych rejonu Środek. Obecnie w gmachu mieszczą się różne instytucje publiczne oraz galeria sztuki i klub muzyczny.
Rzeźnia miejska
Budynki rzeźni miejskiej w Kołobrzegu powstały w latach 1888–1889 obok dawnego bastionu Cleve osłaniającego południowy cypel Wyspy Solnej. W 1945 roku obiekt został umocniony i włączony w skład pierwszej linii obrony Twierdzy Kołobrzeg. Załogę zakładu stanowili niemieccy marynarze, którzy stawiali zaciekły opór nacierającym oddziałom polskim.
W 2008 roku znaczna część budynków dawnej rzeźni została wyburzona. Zachowała się tylko neogotycka kamienica. W miejscu zabudowań rzeźni powstaje supermarket.
Schrony przeciwlotnicze

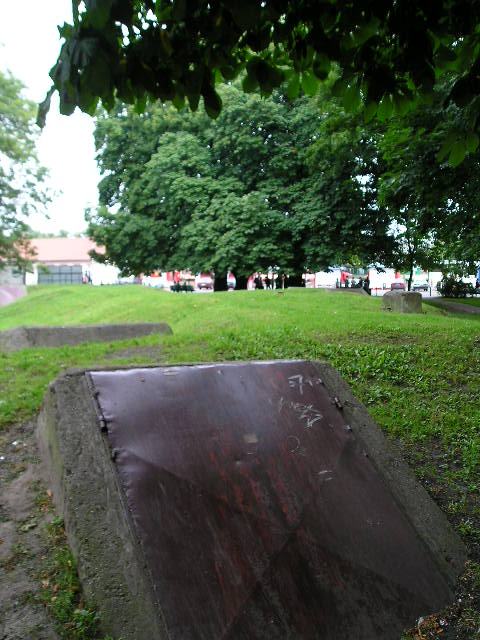
Schron przeciwlotniczy

W okresie II wojny światowej w całym Kołobrzegu zostały zbudowane schrony przeciwlotnicze. Większość tych obiektów przetrwała wojnę. Obecnie są one zdewastowane lub wkomponowane w zieleń miejską. W niektórych zimują nietoperze.
Schrony zachowane:
- Schron przy ul. Kolejowej[43]
- Schron przy ul. Łopuskiego[44]
- Schron przy ul. Rzecznej[45]
- Schron przy ul. Solnej[46]
- Schrony przy ul. Spacerowej[47][48]
- Schron przy ul. Szpitalnej[49]
- Schron przy ul. Unii Lubelskiej[50]

Wieża ciśnień

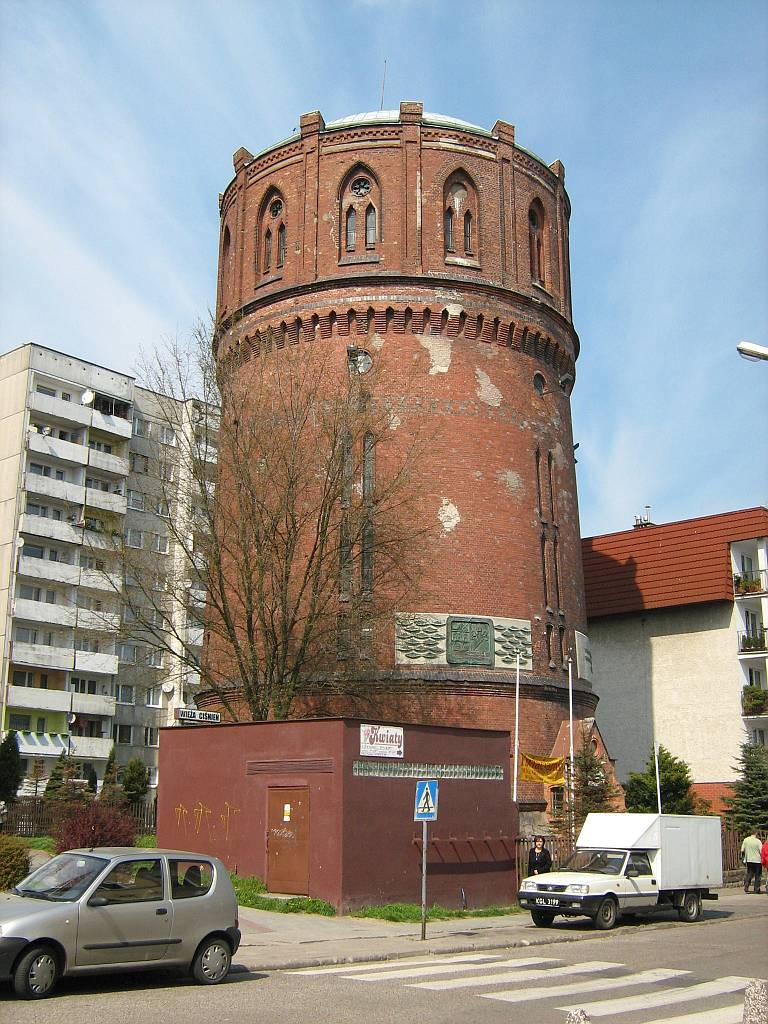
Wieża ciśnień w Kołobrzegu

Wieża ciśnień w Kołobrzegu została zbudowana w 1885 roku w stylu neogotyckim. Była połączona z systemem miejskiego wodociągu. W czasie walk o Kołobrzeg stanowiła główny zbiornik wody pitnej dla obrońców centrum miasta i pozostających w nim osób cywilnych. Pomimo że w jej okolicach toczyły się ciężkie walki uliczne przetrwała wojnę. Po 1945 roku była nieczynna. Uruchomiono ją ponownie w latach 70. XX wieku, gdy wokół niej zbudowano osiedle wielokondygnacyjnych bloków mieszkalnych. Obecnie jest użytkowana przez Miejskie Wodociągi i Kanalizację w Kołobrzegu. W jej wnętrzu, w dolnej części mieściła się przez wiele lat kwiaciarnia. Od 2014 roku trwa jej przebudowa na browar restauracyjny.
Wojenne dowództwo portu
Secesyjna kamienica przy ul. Spacerowej 39. W marcu 1945 roku jako jedna z nielicznych przetrwała bombardowania Dzielnicy Portowej Kołobrzegu. W domu tym w 1945 roku znajdowało się radzieckie wojenne dowództwo portu. W nocy z 9 na 10 maja 1945 roku podpisano tutaj kapitulację Bornholmu. Obecnie jest to dom mieszkalny.

## Twierdza Kołobrzeg jako więzienie
Od XVII do XIX wieku Kołobrzeg był miejscem, do którego zsyłano z całej monarchii Hohenzollernów osoby życia publicznego skazane z powodów politycznych na karę twierdzy. Wśród nich były m.in.: arcybiskup gnieźnieńsko-poznański Marcin Dunin Sulgostowski; prekursor wychowania fizycznego Fryderyk Ludwik Jahn i filozof Arnold Ruge.
Poza więźniami politycznymi w twierdzy kołobrzeskiej przetrzymywani byli również jeńcy wojenni. W 1871 roku w Kołobrzegu został założony obóz dla żołnierzy francuskich wziętych do niewoli w czasie wojny francusko-pruskiej.

## Garnizon Twierdzy Kołobrzeg (1653–1887)
Oddziały stacjonujące w twierdzy kołobrzeskiej w czasie pokoju.
- 1653–1889 – Batalion mieszczański – 4 kompanie, od 1851 roku 5 kompanii
- 1653–1788 – Pułk garnizonowy Kolberg – 4 kompanie
- 1653–1701 – Akademia Rycerska
- 1703–1716 – Szkoła Kadetów
- 1771–1808 – Kompania artylerii
- 1788–1808 – III Batalion muszkieterów – 3 kompanie, od 1794 roku 4 kompanie Pułku Piechoty von Owstiena Nr 7
- 1788–1808 – III Batalion muszkieterów Pułku Piechoty von Schönfelda Nr 30
- 1799 – Batalion grenadierów
- 1806–1807 – Szwadron Pułku kirasjerów von Bailliodza
- 1816–1820 – Batalion Forteczny 2. Pułku Piechoty
- 1816–1851 – 3 kompanie piesze 2. Brygady Artylerii
- 1816–1851 – 1 kompania forteczna 2. Brygady Artylerii
- 1816 – 1 kompania 2. Oddziału Pionierów
- 1817 – II Batalion 24. Pułku Piechoty
- 1817 – II Batalion 9. Pułku Piechoty
- 1820–1833 – II batalion 34. Pułku Piechoty
- 1833–1860 – Batalion forteczny 21. Pułku Piechoty
- 1838 – 2. Kombinowany Batalion Rezerwy
- 1846 – Batalion forteczny 9. Pułku Piechoty
- 1851–1865 – 2 oddziały piesze 2. Pułku Artylerii
- 1860–1889 – 54 Pułk Piechoty
- 1865–1874 – 2. Oddział Pieszy Pomorskiej Brygady Artylerii
- 1874–1887 – 1. Pomorski Pułk Artylerii Polowej Nr 2

## Komendanci Twierdzy Kołobrzeg
Komendanci twierdzy kołobrzeskiej.
Brandenburgia-Prusy
- 1653–1664 – ppłk Bogusław von Schwerin
- 1664–1676 – gen. Kacper Siebert von Kronnenfels
- 1676–1678 – płk Zygmunt von der Marwitz
- 1678–1679 – płk Wolf von Bomsdorf
- 1679–1684 – ppłk du Faur Pybrac
- 1684–1691 – ppłk Marcin Ditmar
- 1691–1718 – płk Jan von Schönebeck

Królestwo Prus
- 1718–1740 – gen. Zygmunt von Sack
- 1740–1743 – płk von Bork

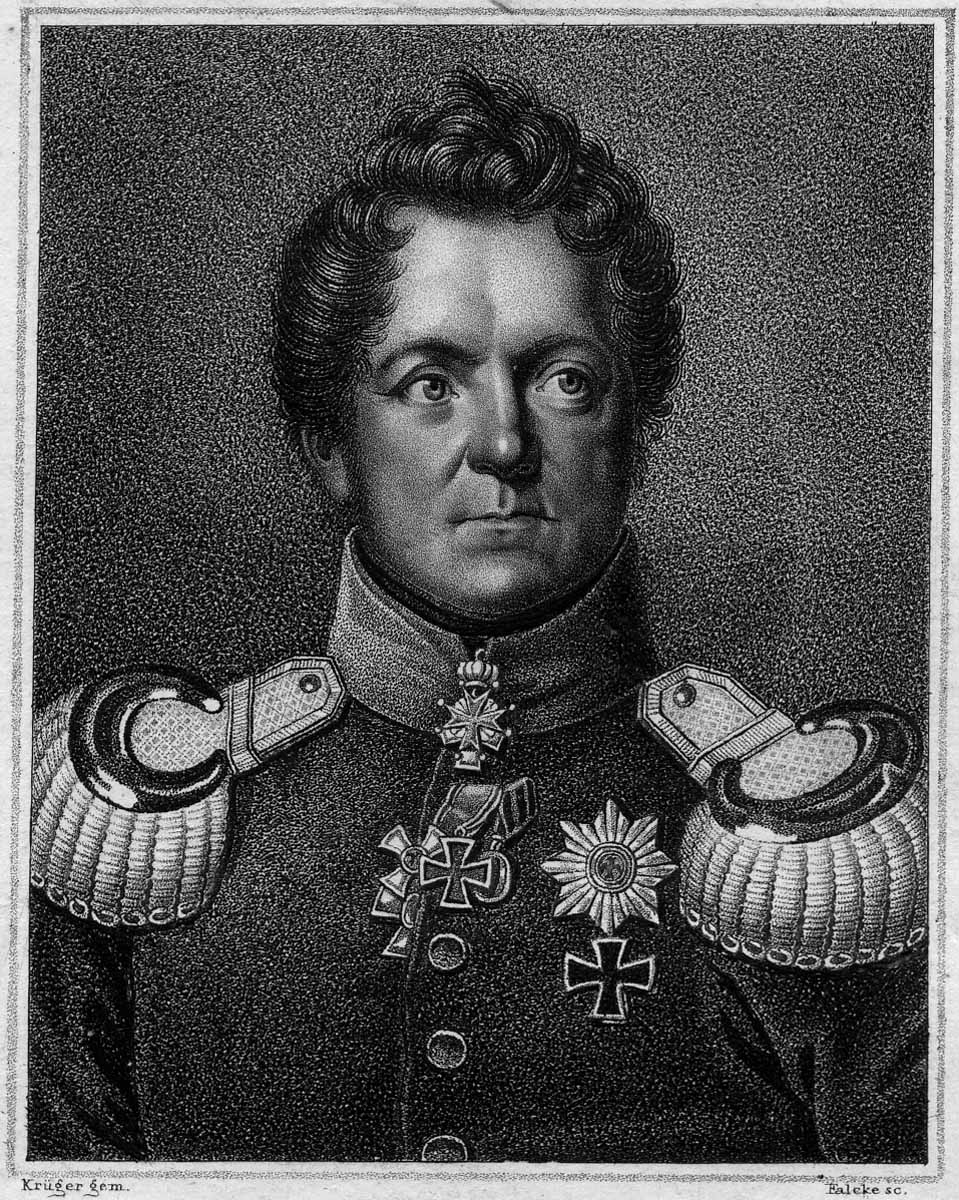
August Neidhardt von Gneisenau, komendant Twierdzy Kołobrzeg w latach 1807–1808

- 1743–1756 – płk Vollrath von Kellerman
- 1756–1757 – płk Jerzy von Grolman
- 1757–1765 – płk Henryk von der Heyde
  - 1761–1763 – gen. mjr von Gerbel (rosyjski komendant okupacyjny)
- 1765–1781 – gen. Przemysław von Kleist
- 1781–1786 – gen. Jan von Peltowski
- 1786–1787 – płk Wolf von Natzmer
- 1787–1791 – gen. Fryderyk von Wrangel
- 1791–1803 – płk Karol von der Heyde
- 1803–1807 – płk Ludwik von Lucadou
- 1807–1808 – mjr August Neidhardt von Gneisenau
- 1808–1809 – gen. Henryk von Horn
- 1809–1810 – mjr Jan von Hüser
- 1810–1812 – ppłk August von Kamptz
- 1812–1813 – mjr Karol von Rottenburg
- 1813 – mjr Ferdynand du Moulin
- 1813–1821 – płk Jan Streit
- 1821–1830 – gen. Fryderyk von Funck
- 1830–1848 – gen. ppor. Ludwik von Ledebur
- 1848–1856 – płk Henryk von Steinäcker
- 1856–1857 – płk Gustaw von Manstein
- 1857 – ppłk Aleksander Dressler von Scharffenstein
- 1857–1859 – płk Robert von Eberstein
- 1859 – płk Wilhelm von Salisch
- 1859–1860 – ppłk Gustaw von Ziegler
- 1860–1864 – płk Juliusz von Zastrow
- 1864 – płk Gwidon von Oppel
- 1864–1866 – płk Juliusz von Suchten
- 1866–1868 – gen. August von Witzleben
- 1868–1871 – płk Ludwik von la Chevallerie

II Rzesza
- 1871–1872 – płk Wilhelm von Voss
- 1872–1873 – ppłk Juliusz Campe
- 1873–1876 – płk Karol von Gründler
- 1876–1877 – płk Alfons von Ritgen
- 1877–1880 – płk Ferdynand Graf zu Ysenburg-Büdingen und Philippseich
- 1880–1884 – płk Albert von Werder
- 1884–1887 – płk Rudolf von Horn

III Rzesza
- 1944–1945 – gen. mjr Paul Herrmann
  - 1945 – płk Gerhard Troschel (p.o. komendanta twierdzy)
- 1945 – płk Fritz Fullriede
  - 1945 – płk Fiodor Bobirenko (radziecki komendant okupacyjny)